# Christina Walker
Christina Walker (* 1971 in Bregenz) ist eine österreichische Autorin, Gebrauchstexterin und Lektorin. Sie lebt in Augsburg.

## Leben
Christina Walker studierte von 1990 bis 1996 Germanistik,  Theater- und Medienwissenschaft und Kulturmanagement in Wien. Ihre Diplomarbeit zur Erlangung des Magistergrades der Philosophie zum Thema Linientreue und Liberalität – Die Rezeption der zeitgenössischen österreichischen Literatur im kommunistischen „Tagebuch“, 1950–1960 reichte sie 1995 an der Geisteswissenschaftlichen Fakultät der Universität Wien ein.
Anschließend arbeitete sie mehr als zehn Jahre für verschiedene Kulturbetriebe, auch in Wien und Berlin; zuletzt im Österreichischen Filmmuseum in Wien und im Museum für Film und Fernsehen in Berlin. Seit 2005 lebt sie als selbstständige Autorin und Lektorin in Augsburg. 2007 erhielt sie das Vorarlberger Landesstipendium für Literatur.
Walker ist unter anderem Mitglied im Autorennetzwerk Literatur Vorarlberg und der Grazer Autorinnen Autorenversammlung. Ihre kürzeren literarischen Texte sind in Anthologien und Zeitschriften, Essays und Kritiken unter anderem in der Wiener Zeitung und in Miromente erschienen.

## Publikation (Auswahl)
- Kleine Schule des Fliegens, Roman, Braumüller Verlag, Wien 2023, ISBN 9783992003426
- Auto, Roman, Braumüller-Verlag, Wien 2021, ISBN 978-3-99200-309-9[8]
- Christina Walker: Das Krähennest. In: Heimat (Hrsg.): Literaturpreis Schwaben. Wißner-Verlag, Augsburg 2020, ISBN 978-3-95786-267-9.

## Filmografie
- Im Spiegel der Maya Deren (2001 als „Production Accountant“ (Filmgeschäftsführung); Regie: Martina Kudláček)

## Ehrungen
- 2007: Vorarlberger Literaturstipendium für Die Diebe[2]
- 2018: 1. Preis, Literaturpreis des Landes Vorarlberg für Auto[9]
- 2020: 1. Preis, Schwäbischer Literaturpreis, für Das Krähennest[10]